# Jeune Mère cousant
Jeune Mère cousant (en anglais : Young Mother Sewing - également Little Girl Leaning on her Mother's Knee) est une peinture réalisée en 1900 par l'artiste américaine Mary Cassatt. Elle fait partie de la collection du Metropolitan Museum of Art de New York.

## Histoire
L'artiste américaine Mary Cassatt a réalisé le tableau à la peinture à l'huile en 1900. Il a été acheté à Paris au marchand d'art Paul Durand-Ruel par Louisine Havemeyer en 1901. Havemeyer est devenue veuve en 1907 et elle a consacré son temps à la cause féminine des suffragettes. En 1912, elle a prêté sa collection artistique, dont ce tableau, à la Knoedler's Gallery de New York afin de récolter des fonds pour la cause. En 1913, elle fonde ce qui deviendra le National Woman's Party avec la suffragette radicale Alice Paul. Havemeyer a réitéré l'exposition d'œuvres d'art chez Knoedler en 1915 afin de collecter des fonds pour le suffrage des femmes.
Le tableau a été légué au Metropolitan Museum en 1929, dans le cadre de la collection HO Havemeyer. La peinture a été largement exposée alors qu'elle était prêtée par le Metropolitan Museum dans des lieux tels que le Museum of Modern Art de New York, la National Gallery of Art de Washington, le Parish Art Museum à Southampton, le Musée de Newark, le Musée d'art de Santa Barbara en Californie, entre autres,.

## Description
L'œuvre représente une mère en train de coudre assise devant une fenêtre. Une jeune enfant vêtue d'une robe blanche s'appuie sur les genoux de sa mère tout en regardant vers le spectateur. La femme porte une robe rayée recouverte d'un tablier vert qui reflète les verts dans l'herbe devant la fenêtre. Selon le Metropolitan Museum, l'artiste a utilisé deux modèles indépendants pour la mère et l'enfant,. Louisine Havemeyer, qui l'a acheté en 1901, a remarqué sa véracité : «  Regardez cette petite enfant qui vient de se jeter contre le genou de sa mère, quel qu'en soit le résultat et inconsciente du fait qu'elle pourrait déranger « sa maman ». Et elle a bien raison, elle ne dérange pas sa mère, qui recule un peu et continue de coudre.